# Kanton Saint-Aignan-sur-Roë
Kanton Saint-Aignan-sur-Roë (fr. Canton de Saint-Aignan-sur-Roë) je francouzský kanton v departementu Mayenne v regionu Pays de la Loire. Tvoří ho 12 obcí.

## Obce kantonu
- Ballots
- Brains-sur-les-Marches
- Congrier
- Fontaine-Couverte
- Renazé
- La Roë
- La Rouaudière
- Saint-Aignan-sur-Roë
- Saint-Erblon
- Saint-Michel-de-la-Roë
- Saint-Saturnin-du-Limet
- Senonnes